# Lempira (departement)
Departamento de Lempira är ett departement i Honduras. Det ligger i den västra delen av landet, 160 km väster om huvudstaden Tegucigalpa. Antalet invånare är 277 910. Arean är 4 234 kvadratkilometer. Departamento de Lempira gränsar till El Salvador.
Terrängen i Departamento de Lempira är bergig.
Departamento de Lempira delas in i kommunerna:

1. Belén
2. Candelaria
3. Cololaca
4. Erandique
5. Gracias
6. Gualcince
7. Guarita
8. La Campa
9. La Iguala
10. Las Flores
11. La Unión
12. La Virtud
13. Lepaera
14. Mapulaca
15. Piraera
16. San Andrés
17. San Francisco
18. San Juan Guarita
19. San Manuel de Colohete
20. San Marcos de Caiquin
21. San Rafael
22. San Sebastián
23. Santa Cruz
24. Talgua
25. Tambla
26. Tomalá
27. Valladolid
28. Virginia

Följande samhällen finns i Departamento de Lempira:

- La Iguala
- San Manuel de Colohete
- Piraera
- San Andrés
- Gualcince
- Talgua
- San Francisco
- San Sebastián
- Guarita
- Gracias
- Tomalá
- Santa Cruz
- Mapulaca
- Lepaera
- La Unión
- Virginia
- Erandique
- La Libertad
- La Virtud
- El Achiotal
- Las Tejeras
- Taragual
- Cololaca
- Lagunas
- Guatemalita
- La Laguna del Pedernal